# Gazal
A gazal, másképp ghazal vagy gázel (غزل – ġazal) egy arab eredetű irodalmi műfaj, rövid, szerelmesvers-típus.
Valószínűleg a 7. században alakult ki a naszíbból, a kaszída elé illesztett szerelmi elégiából. Két típusát különböztetik meg, a hidzsázi és az iraki gazalt. A legrégebbi fennmaradt gazalok Umar ibn Abi Rabía költeményei. Rendkívül népszerűek voltak nem csak az arab, de a török, a perzsa és az urdu költészetben is. A perzsa Háfiz az 1300-as években metaforákban gazdag költeményeivel megújította a műfajt. A török irodalomban Fuzúli és Báki kedvelt versformája volt.
A perzsa gazal a klasszikus perzsa irodalom kedvelt versformája volt. Többnyire 5-12 párverset tartalmaz. Az első két sor egymással rímel, majd később minden páros sor is. Rímképlete: aa, xa, xa, xa... Különböző metrikus formákat ismerünk, pl, hazadzs, ramal; a rímet redif is követheti.